# دیلاتون

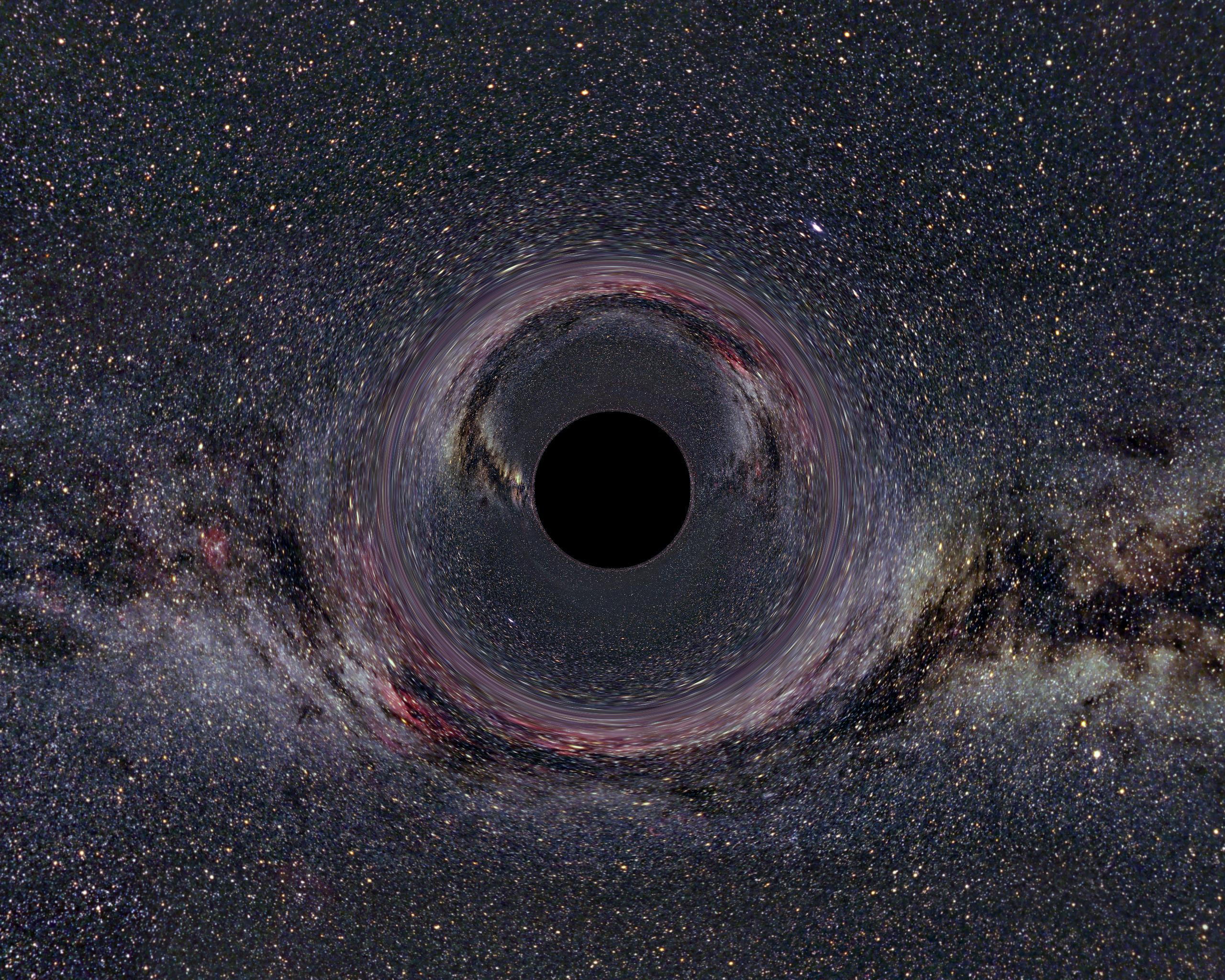
یک سیاه‌چاله در کهکشان راه شیری.

دیلاتون‌ها، ذرات فرضی هستند که در نظریه‌هایی با ابعاد اضافی هنگامی که ظرفیت ابعاد فشرده زیاد باشد، پدیدار می‌شود. یکی از نظریاتی که این ذره را توصیف کرد، نظریه کالوزا-کلین بود که این ذره را برای فشرده سازی ابعاد اضافه به کار برد. این ذره در میدان اسکالر Φ (میدان اسکالری که همواره با گرانش می‌آید.) به وجود می‌آید.
در ابرتقارن، ابرجفت دیلاتون، دیلاتینو نام دارد.
برهمکنش دیلاتون-گرانش در زیر آمده:
{\displaystyle \int d^{D}x{\sqrt {-g}}\left[{\frac {1}{2\kappa }}\left(\Phi R-\omega \left[\Phi \right]{\frac {g^{\mu \nu }\partial _{\mu }\Phi \partial _{\nu }\Phi }{\Phi }}\right)-V[\Phi ]\right]}.